# Eugène Bonhôte
Eugène Bonhôte (né le 14 juillet 1857 à Boudry et décédé le 29 février 1924 à Neuchâtel) était un homme politique libéral dans le canton de Neuchâtel, en Suisse.

## Biographie
Fils d'un pasteur, il a étudié le droit à Neuchâtel, Tübingen, Berlin, Paris et Leipzig . Il obtient son diplôme en 1882 et travaille pendant deux ans comme secrétaire de la légation suisse à Paris. En 1885, il ouvre son propre cabinet d'avocats dans sa ville natale. De 1889 à 1898, il fut juge suppléant au tribunal de district. Entre 1892 et 1919, il siège au Grand Conseil et de 1912 à 1924 au Conseil national .
Sa réalisation la plus importante est le Code de procédure civile de Neuchâtel, qu'il rédige. Pendant la Première Guerre mondiale, Bonhôte s'est avéré être un opposant au régime des pleins pouvoirs.